# Karolinai tündérhínár
A karolinai tündérhínár (Cabomba caroliniana) a tündérhínárfélék családjába tartozó vízinövény. Eredetileg Észak-és Dél-Amerika mérsékelt és szubtrópusi vidékein élt, de mára széthurcolták az egész világon és sok helyütt inváziós fajként terjed. Kedvelt akváriumi dísznövény.

## Megjelenése
A karolinai tündérhínár évelő, teljesen a víz alá merülő vízinövény. Hossza mély, tiszta vízben akár a 3-4 métert is elérheti, de az esetek többségében ennél jóval rövidebb. Rövid és törékeny rizómával kapaszkodik az aljzatba; ezen és a száron kis járulékos gyökerek is nőnek. Az elágazó vagy nem elágazó szár sok szártagra oszlik, a köztük lévő szárcsomókból legyökerezhet.
Kétféle - úszó és alámerült - levele van. Az alámerült levél a szárcsomókból nőnek ki többnyire átellenes, néha szórt állással. A levélnek közepesen hosszú nyele van, maga a levél erőteljesen szeldelt, a szeletek hosszúak és kb. 1 mm szélesek. A szár csúcsán lévő fiatal levelek élénk fűzöldek, az idősebbek sötétzöldek. Az úszó levelek hosszú nyelűek, szórt állásúak, kb. 0,5–2 cm hosszúak és 1–3 mm szélesek, nyíl alakúak.
Magyarországon nyár közepén-végén virágzik (trópusi élőhelyein gyakorlatilag egész évben). Virágai egyesével nőnek, a víz felszíne fölé 2–4 cm-re kiemelkedve. 0,6-1,5 cm-es virágának három szirom- és három csészelevele van, amelyek egyforma nagyok és egyaránt fehérek (C. caroliana var. caroliana); esetleg halványsárgák (C. c. var. flavidata) vagy lilásan erezettek (C. c. var. pulcherrima)
Termése palack alakú tüszőtermés, amely éretten az aljzatra süllyed. 

## Elterjedése
Eredetileg Észak- és Dél-Amerika keleti felén, a mérsékelt-szubtrópusi zónában volt honos az USA Massachusetts államától Texasig; Brazíliától Észak-Argentínáig. A világ számos országába behurcolták és sokhelyütt gyorsan, invazív módon terjed. Megtalálható Európában, Japánban, Indiában, Ausztráliában is. Ausztráliában különleges gondot fordítanak terjedésének megakadályozására, az Európai Unióban szerepel az inváziós fajok jegyzékében.
Magyarországon először Miskolctapolcán észlelték 1937-ben. Azóta elsősorban a természetes meleg vízfolyásokba terjeszkedett tovább (Hévízi-tó és lefolyása, Eger), de a 90-es évek óta elterjedt az Alföld csatornáiban is. 

## Termőhelye
A karolinai tündérhínár fényigényes, ezért csak a tiszta vizekben képes elszaporodni. A vízszint ingadozását elviseli, a kiszáradást azonban nem. A magyarországi nem-termál vizekben májusban kezd növekedni és augusztus elejére éri el a vízfelszínt, így virágozni is tud. Ősszel a szárak lekopaszodnak. Hajtásai áttelelnek. A szárdarabok az iszapba süllyedve legyökereznek és így vegetatívan is képes szaporodni. A neki túl hűvös magyarországi vizekben inkább ez a jellemző. 

## Jelentősége
A nagy tömegben elszaporodó tündérhínár csökkenti a víz áramlási sebességét, akadályozza az öntözést, horgászatot, úszást és amikor ősszel elpusztul és elbomlik, oxigénhiányt idéz elő.
A tündérhínár kedvelt akváriumi dísznövény, ez hozzájárult világméretű elterjedéséhez is. Élénkzöld, legyezőszerű leveleivel igen dekoratív. Erős megvilágítást igényel. 

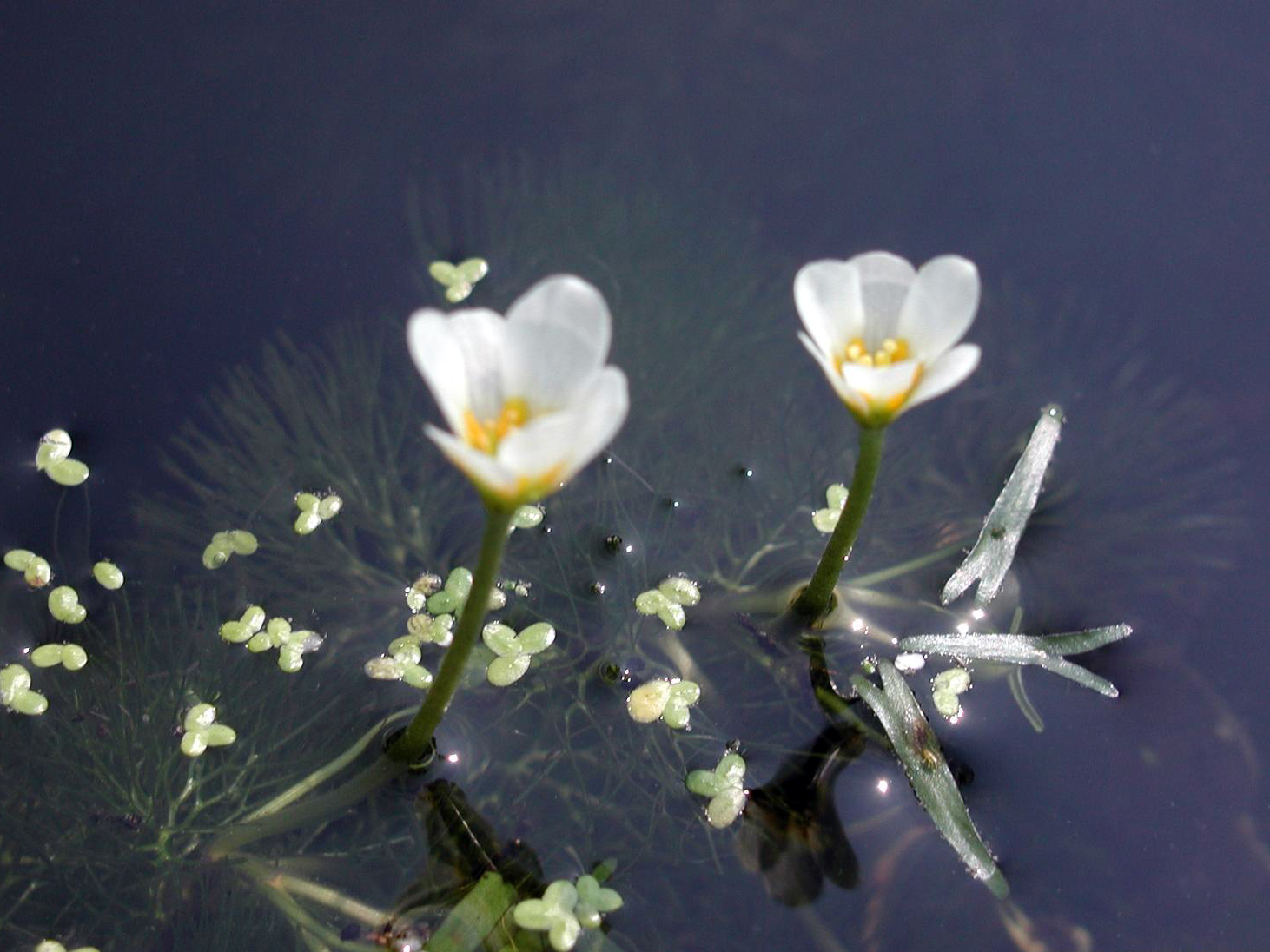
Virágai és úszó levelei
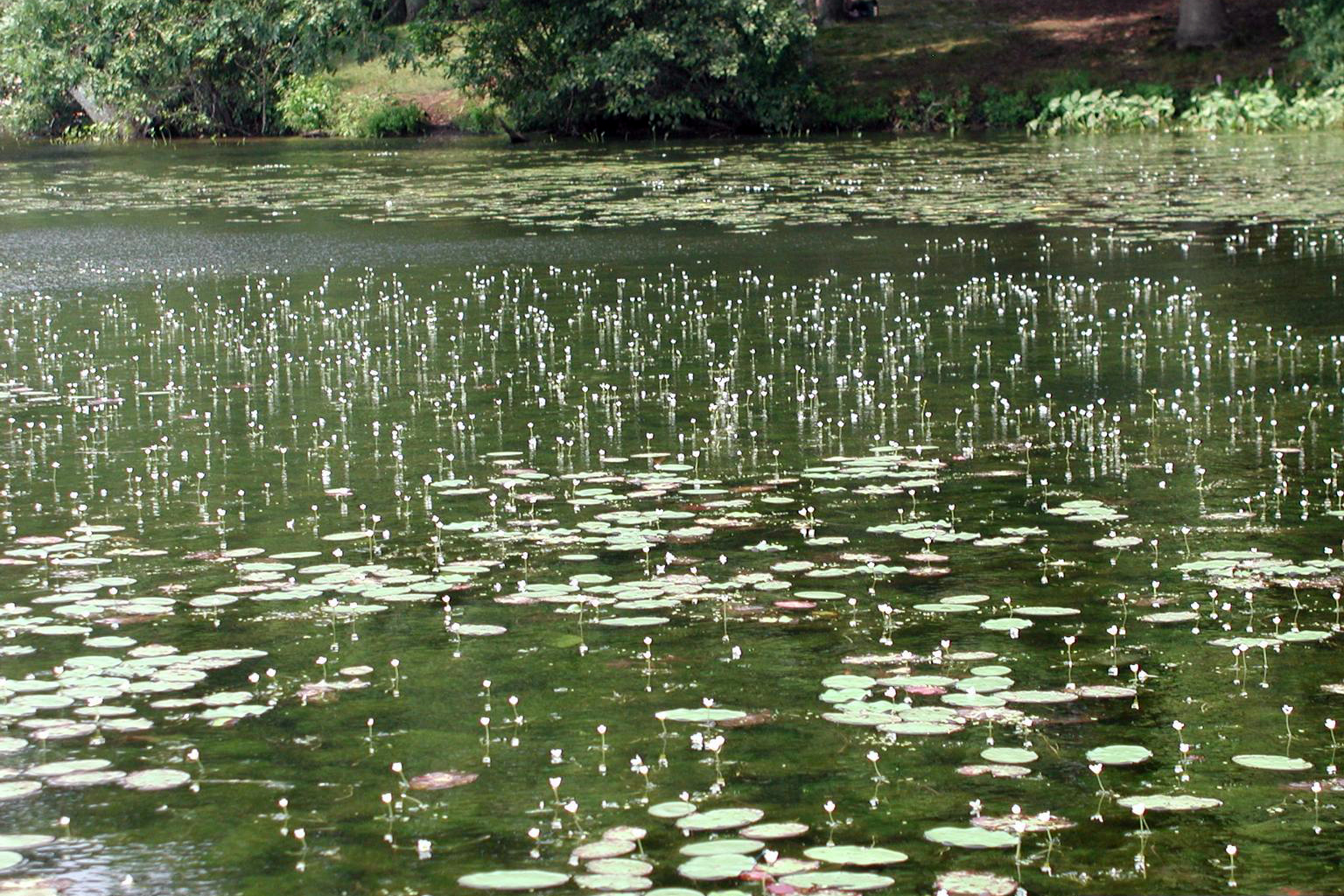
Virágzó tündérhínáros
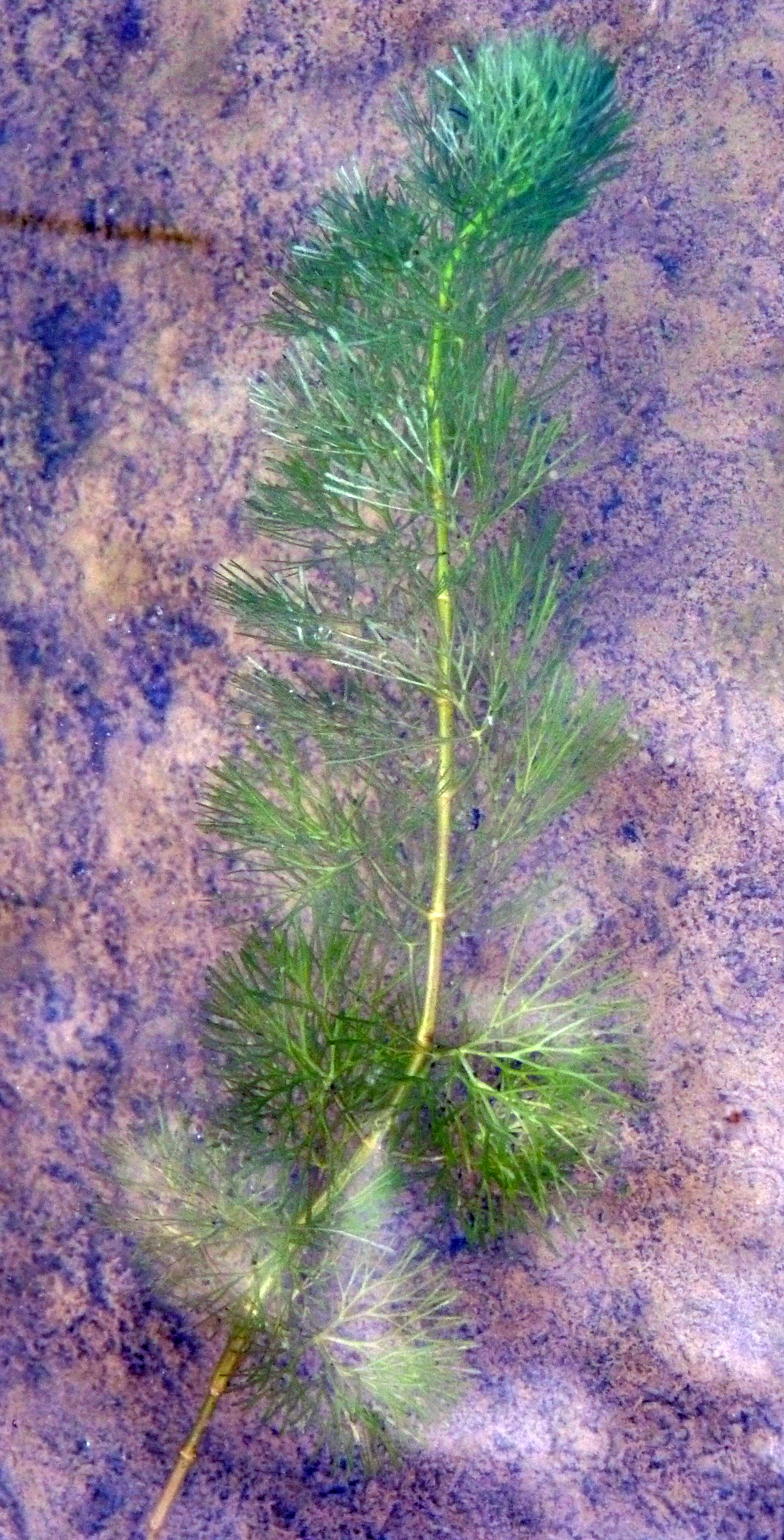
Hajtása
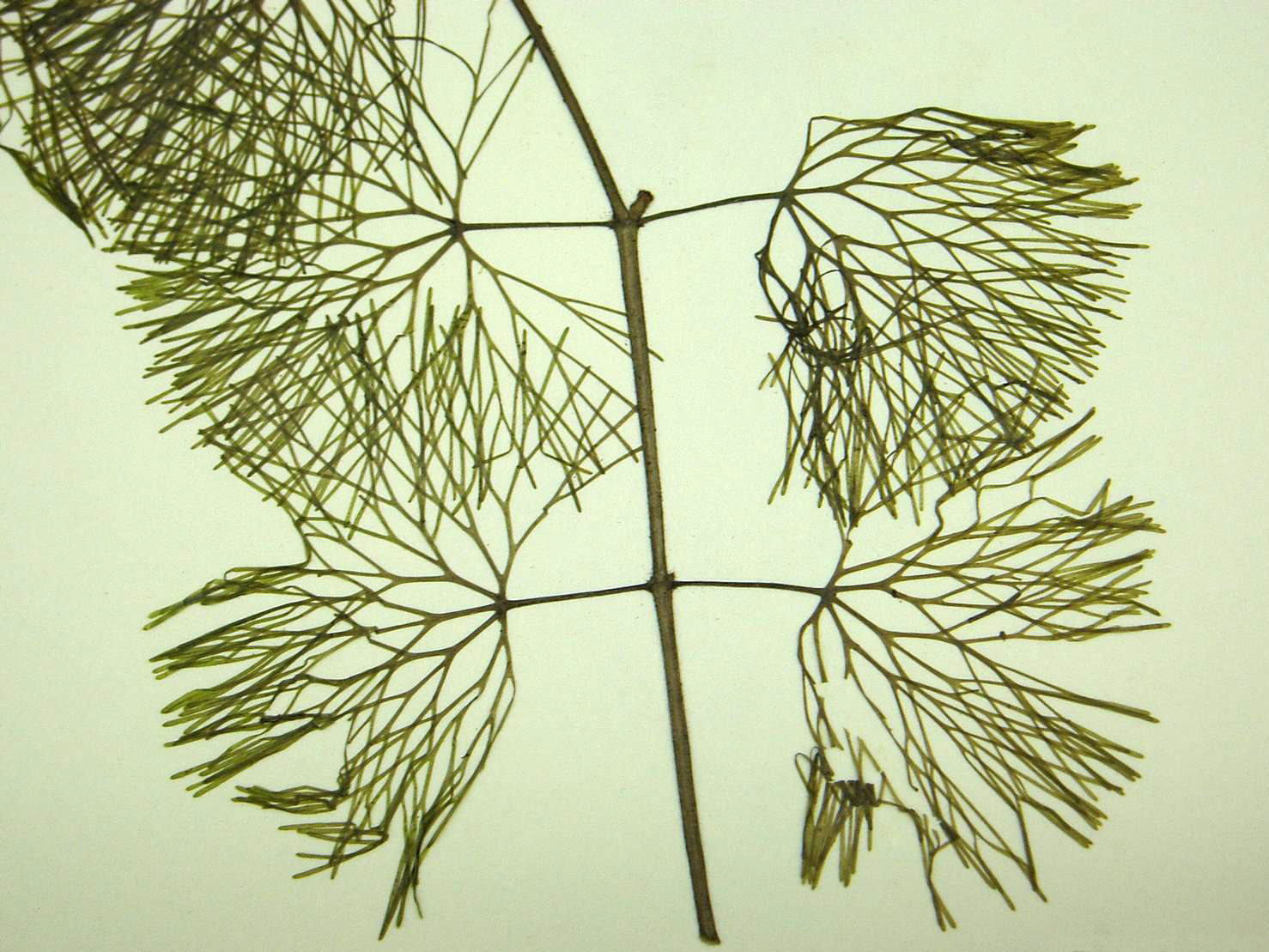
Levelei
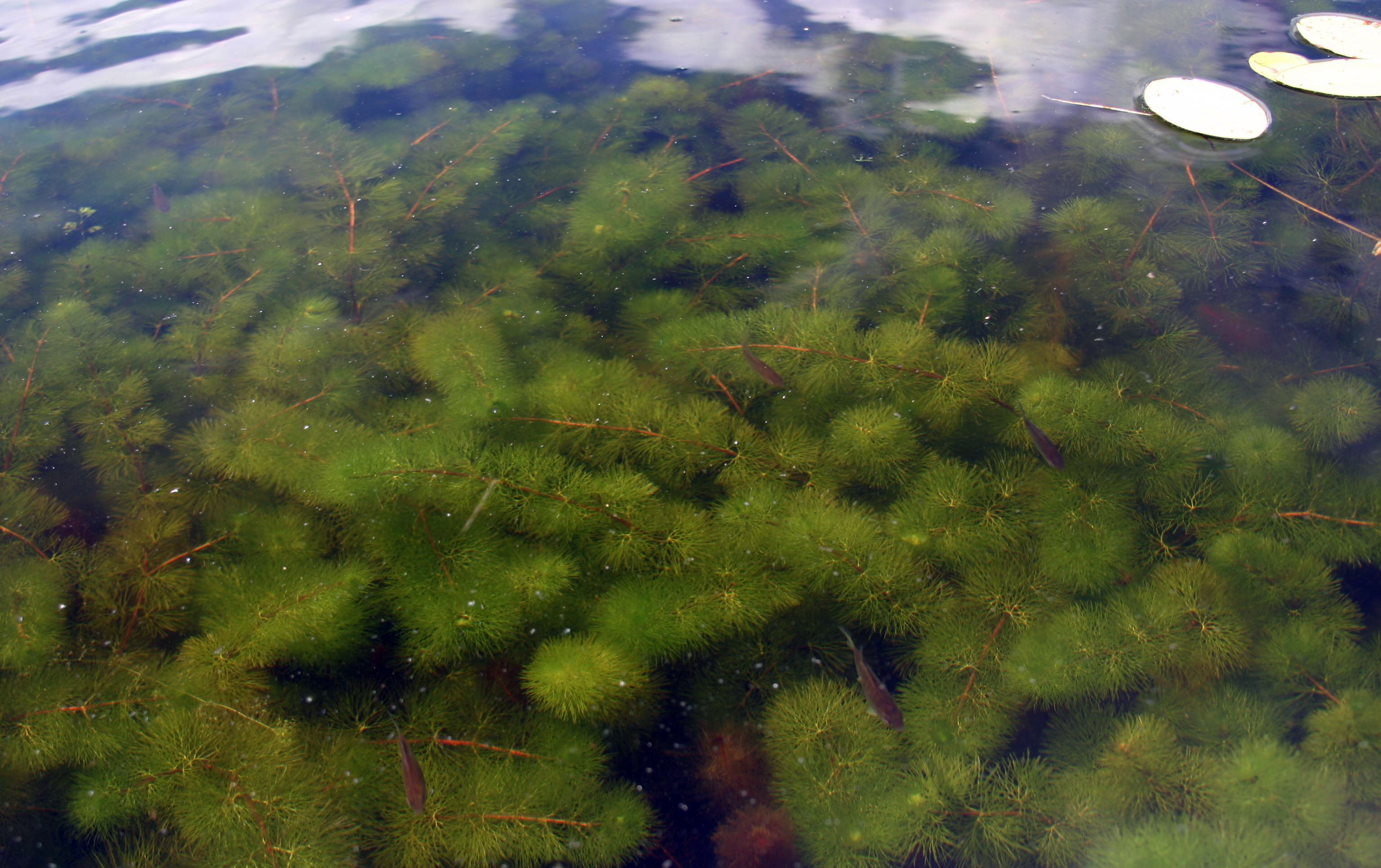
Tömegesen előfordul